# Нарсеа (река)
Нарсеа (исп. Narcea) — вторая река испанской провинции Астурия как по длине, так и по объёму сбрасываемой в океан воды. Левый приток реки Налон.
Протекает по территории национального природного заповедника Фуэнтес-дель-Нарсеа. На реке построено две плотины, насосная станция и канал для обеспечения водой близлежащих населённых пунктов.
Одна из самых «рыбных» рек Астурии, обеспечившая почти 40 % вылова рыба за последние 12 лет во всём регионе.